# リビアの世界遺産
リビアの世界遺産（リビアのせかいいさん）はユネスコの世界遺産に登録されているリビアの文化遺産の一覧。2016年現在では、自然遺産の登録は1件もない。なお、2016年の第40回世界遺産委員会では、国内の衝突による損壊および今後引き起こされるさらなる損壊への懸念から、その時点で登録されている5件全てが危機にさらされている世界遺産（危機遺産）リストに登録された。

## 文化遺産
- レプティス・マグナの考古遺跡 -（1982年）
- サブラタの考古遺跡 -（1982年）
- キュレネの考古遺跡 -（1982年）
- タドラルト・アカクスの岩絵遺跡群 -（1985年）
- ガダミスの旧市街 -（1986年）

## 自然遺産
なし

## 複合遺産
なし